# Synchysis scintillans

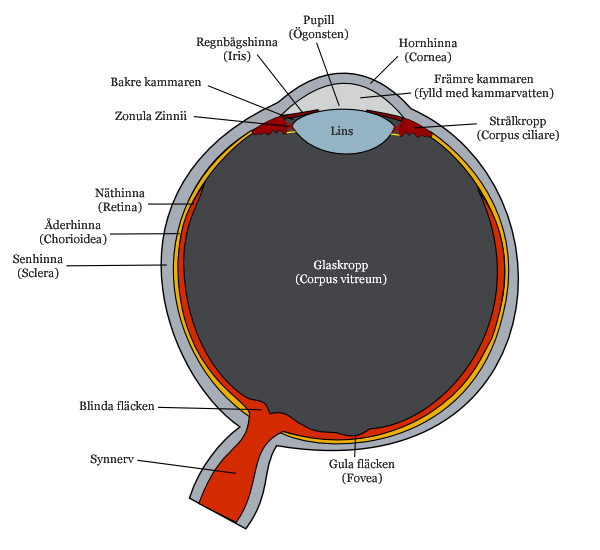
Det mänskliga ögat i genomskärning
(med glaskroppen i mitten).

Synchysis scintillans är en degenerativ ögonsjukdom som sällsynt uppträder hos vissa djur, exempelvis hos hundar. Det resulterar i en grumlad glaskropp och ansamling av kolesterolkristaller i glaskroppen i en process som kallas syneresis. Tillståndet kallas även cholesterosis bulbi. Synchysis scintillans visar sig som små vita glaskroppsgrumlingar som flyter omkring i ögats bakre delar. Tillståndet är vanligast i ögon som har tagit skada av degenerativa sjukdomar och är i slutstadiet.
Tillståndet kan även förekomma hos människor, även om det är ovanligt. Det förknippas med diabetesorsakad retinopati, men de verkliga bakomliggande orsakerna är okända.